# Mathieu Maillard
Pour les articles homonymes, voir Maillard.
Pas d'image ? Cliquez ici

a Compétitions nationales et continentales officielles uniquement.

Dernière mise à jour le 20 novembre 2017.
Mathieu Maillard, né le 8 janvier 1980 à Villeneuve-sur-Lot (Lot-et-Garonne), est un joueur français de rugby à XV qui évolue au poste de demi d'ouverture ou arrière (1,80 m pour 90 kg).

## Biographie
Formé à Monflanquin, Mathieu Maillard rejoint le centre de formation du Stade toulousain, où il fait ses débuts en équipe première en 2001.
Après deux saisons, il rejoint Biarritz, où il remporte le Top 16 en 2005 (il est 23e homme pour la finale). Il signe en 2005 à Dax et participe à la montée du club en Top 14 la saison suivante. Après une saison à Albi, il signe à Bayonne, qui rompt son contrat après une saison. Il rejoint Valence d'Agen en Fédérale 1 puis Fumel en Fédérale 3, dont il devient capitaine puis entraîneur-joueur.

## En équipe nationale
- Équipe de France - de 21 ans
- Équipe de France amateurs

## Palmarès
- Champion de France Espoir : 2003